# Ixora brachyura
Ixora brachyura är en måreväxtart som beskrevs av Cornelis Eliza Bertus Bremekamp. Ixora brachyura ingår i släktet Ixora och familjen måreväxter. Inga underarter finns listade i Catalogue of Life.